# Kanton Pechbonnieu
 Pechbonnieu  is een kanton van het Franse departement Haute-Garonne. Het kanton maakt deel uit van het arrondissement Toulouse.
In 2020 telde het 43.832 inwoners.

Het kanton werd gevormd ingevolge het decreet van 13 februari 2014 , met uitwerking op 22 maart 2015, met Pechbonnieu  als hoofdplaats.

## Gemeenten
Het kanton omvat volgende gemeenten:
- Azas
- Bazus
- Bonrepos-Riquet
- Castelmaurou
- Garidech
- Gauré
- Gémil
- Gragnague
- Labastide-Saint-Sernin
- Lapeyrouse-Fossat
- Lavalette
- Montastruc-la-Conseillère
- Montberon
- Montjoire
- Montpitol
- Paulhac
- Pechbonnieu
- Roquesérière
- Rouffiac-Tolosan
- Saint-Geniès-Bellevue
- Saint-Jean-Lherm
- Saint-Loup-Cammas
- Saint-Marcel-Paulel
- Saint-Pierre
- Verfeil
- Villariès